# Monteiro Lobato (San Paolo)
Monteiro Lobato è un comune del Brasile nello Stato di San Paolo, parte della mesoregione della Vale do Paraíba Paulista e della microregione di Campos do Jordão.